# Coryphasia
Coryphasia là một chi nhện trong họ Salticidae.